# Tetragnatha determinata
Tetragnatha determinata este o specie de păianjeni din genul Tetragnatha, familia Tetragnathidae, descrisă de Karsch, 1891.
Este endemică în Sri Lanka. Conform Catalogue of Life specia Tetragnatha determinata nu are subspecii cunoscute.